# Wittmar (Volkmarsen)
Wittmar – auch: Witmeri (963 bis 1037), Witmar (1239) oder Witmaria (1360) – war ein bereits im 10. Jahrhundert urkundlich erwähntes, aber wohl erheblich älteres, und spätestens im 16. Jahrhundert aufgegebenes und wüst gefallenes Dorf etwa 2,5 km nördlich der Kernstadt von Volkmarsen im Landkreis Waldeck-Frankenberg in Nordhessen. Die um 930 an der Stelle eines älteren Vorgängerbaus errichtete und von 2000 bis 2003 renovierte Wittmarkapelle ist der einzige verbliebene Rest des einstigen Dorfes.

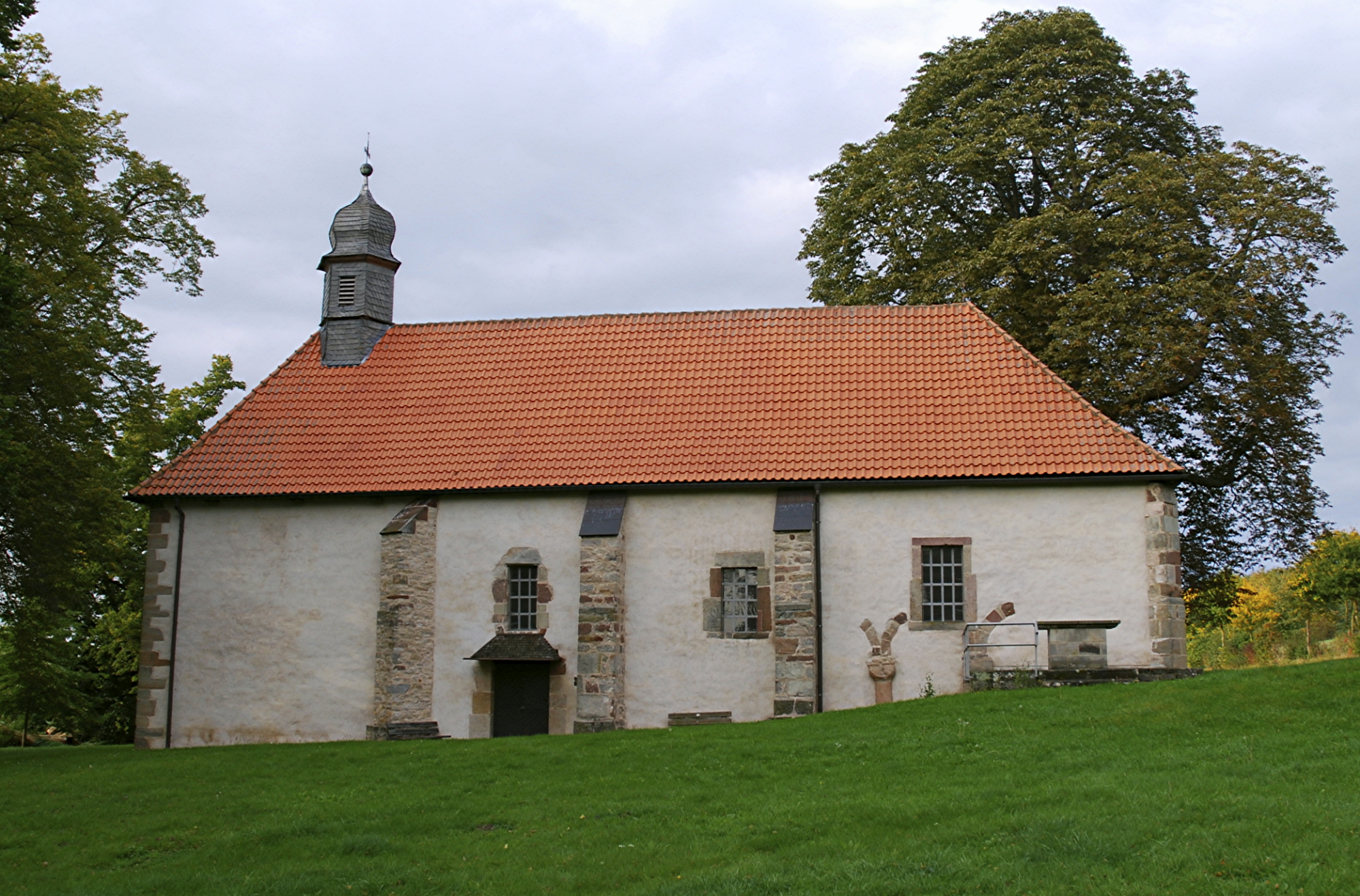
Wittmarkapelle (2010)

Das Dorf lag im Tal der Twiste am westlichen Fuß des 261 m hohen Kollenbergs, etwa 1,2 km südlich der hessischen Landesgrenze mit Nordrhein-Westfalen. Man nimmt an, dass es eine der ältesten Siedlungen der Gegend war, und die beiden gängigen Theorien zum Ursprung des Dorfnamens scheinen dies zu bestätigen. Die eine besagt, dass der Ort nach dem Mönch Witmar benannt wurde, der im Jahre 826 mit dem Hl. Ansgar von Corvey aus auf dessen erster Missionsreise nach Skandinavien zog. Die andere deutet den Namen als „Witt-mare = weißes Pferd“, das den vorchristlichen Göttern geopfert wurde, und leitet daraus das Bestehen einer sächsischen Kultstätte ab. Die ursprüngliche Kirche war vermutlich eine Täuferkirche während der Christianisierung des sächsischen Hessengaus und mag an der Stelle einer zuvor heidnischen Kultstätte erbaut worden sein. Die Kirche war Pfarrkirche und wird noch 1499 erwähnt. Die dem Hl. Laurentius gewidmete Kirche in Volkmarsen, die nach 1260 von der Kirche St. Marien als Stadtkirche abgelöst wurde, war Filial der Kirche zu Wittmar.
Das Dorf gehörte im 13. Jahrhundert nachweislich zum Herrschaftsbereich der Grafen von Everstein; ob sie es schon vor und während oder erst nach der Herrschaft des Sachsenherzogs Heinrich der Löwe in Besitz hatten, ist nicht bekannt. Im Jahre 1056 ist das Dorf, ebenso wie das nahegelegene und heute ebenfalls wüste Mederich, noch im Güterverzeichnis der Abtei Corvey unter Abt Saracho aufgeführt. Die Eversteiner belehnten die Herren Groppe von Gudenberg, die in Wittmar auch Eigenbesitz hatten, mit dem Gericht und Kirchenpatronat in Wittmar, beide gingen aber dann 1237/1239 durch Schenkung des Dietrich Groppe an das Augustiner-Chorfrauen-Stift Aroldessen über.